# Centrale idroelettrica di Venamartello
La centrale di Venamartello è una centrale idroelettrica, situata nella frazione Corneto del comune di Acquasanta Terme.

## Caratteristiche
La centrale fa parte del sistema di centrali costruite sul fiume Tronto ed è costituita da due serie di gruppi Pelton.
Lungo il Tronto, la centrale è a valle di quella di Scandarella ed è a monte di quella di Capodiponte: l'acqua dello Scandarello, infatti, viene sbarrata da una traversa nel comune di Arquata del Tronto per proseguire con una galleria di 13 km verso Venamartello e poi una condotta forzata verso l'alveo del fiume.
In uscita, l'acqua della centrale viene raccolta nel bacino di Colombara ad Acquasanta Terme per alimentare la centrale idroelettrica di Capodiponte.

## Storia
La centrale fu costruita dalla Società Industriale Italiana ed entrò in servizio nel 1907; nel 1929 tale esercente fu acquisito dall'Unione Esercizi Elettrici (UNES) cui passò in carico anche la centrale. L'UNES cessò formalmente ogni attività nel 1962, anno in cui queste vennero assorbite dall'Enel nell'ambito del processo di nazionalizzazione del settore.